# Stand Watie
Isaac Stand Watie (Rome, 12 dicembre 1806 – Honey Creek, 9 settembre 1871) capo della nazione Cherokee e Brigadiere Generale dell'Esercito degli Stati Confederati durante la guerra di secessione. Fu l'unico nativo americano a raggiungere l'elevato Grado nella guerra di secessione.
Nato a Oothcaloga nella Nazione Cherokee, Georgia (presso l'attuale Rome, Georgia), il nome Cherokee di Stand Watie era De-ga-ta-ga, o «he stands» («egli sta in piedi»). Era anche noto come Isaac S. Watie. Frequentò la scuola della Missione Moravian a Springplace, Georgia, e servì in qualità di impiegato della Corte Suprema Cherokee e Speaker del Consiglio Nazionale Cherokee prima della rimozione.
Membro della fazione Ridge-Watie-Boundinot della Nazione Cherokee, Watie sostenne il trasferimento nella Nazione Cherokee, West, e firmò il trattato di New Echota nel 1835, in sfida contro il Capo Principale John Ross e la maggioranza dei Cherokees. Watie si trasferì nella Nazione Cherokee, occidentale (attuale Oklahoma) nel 1837 e si stabilì ad Honey Creek. In seguito all'assassinio di suo zio Major Ridge, del cugino John Ridge e del fratello Elias Boundinot (Buck Watie) nel 1839, e di suo fratello Thomas Watie nel 1845, Stand Watie assunse la guida della fazione Ridge-Watie-Boundinot e fu coinvolto in una sanguinosa faida di lunga durata con i seguaci di John Ross (capo indiano). Egli fu anche capo dei Cavalieri del Circolo d'Oro, che si opponevano profondamente all'abolizionismo.
Allo scoppio della guerra di secessione Watie si unì subito alla causa del Sud. Fu nominato colonnello il 12 luglio 1861 ed arruolò un reggimento di Cherokees per servire nell'Esercito confederato. Più tardi, quando il capo John Ross firmò un trattato di alleanza con il Sud, gli uomini di Watie furono organizzati nel Reggimento Fucilieri a Cavallo Cherokee. Dopo la fuga di Ross dal Territorio indiano Watie fu eletto Capo Principale dei Cherokees Confederati nell'agosto 1862.
Parte delle unità di Watie combatterono ad Oak Hills (10 agosto 1861) in una battaglia che assicurò al Sud la tenuta dei Territori Indiani e fece di Watie un eroe militare Confederato. Successivamente Watie aiutò a guidare i nativi americani favorevoli al Nord fuori dai Territori Indiani e dopo la battaglia di Chustenahlah (26 dicembre 1861) comandò l'inseguimento dei Federali in fuga, presso Opothleyahola, e li portò in esilio nel Kansas. Nonostante gli uomini di Watie fossero esentati dal prestare servizio fuori del Territorio indiano, egli condusse le sue truppe in Arkansas nella primavera del 1861 per arginare un'invasione federale della regione. Unito al Comando del maggior generale Earl Van Dorn Watie prese parte alla battaglia di Pea Ridge (6 - 8 marzo 1862). Il primo giorno di combattimento i Cherokees, che erano sul fianco sinistro della linea Confederata, catturarono ad Elkhorn Tavern una batteria di artiglieria dell'Unione prima di essere costretti ad abbandonarla. In seguito alla vittoria federale il Comando di Watie si ritirò verso sud.
Watie e le truppe al suo comando parteciparono a diciotto battaglie ed alle maggiori schermaglie con le truppe federali durante la guerra di secessione, fra le quali Cowskin Prairie (aprile 1862), Old Fort Wayne (ottobre 1862), Webber's Falls (aprile 1863), Fort Gibson (maggio 1863), Cabin Creek (luglio 1863) e Gunter's Prairie (agosto 1864). In aggiunta i suoi uomini furono impegnati in una moltitudine di schermaglie minori e di combattimenti d'incontro nel Territorio indiano e degli Stati confinanti. Con i suoi raid a lungo raggio, dietro le linee dell'Unione, Watie impegnò migliaia di Federali che sarebbero stati assolutamente necessari ad est.
Le due maggiori vittorie di Watie furono la cattura della nave a vapore federale J.R. Williams il 15 giugno 1864 e di rifornimenti del valore di 1,5 milioni di dollari in un treno federale durante la seconda battaglia di Cabin Creek il 19 settembre 1864. Watie fu promosso brigadiere generale il 6 maggio 1864 e gli fu dato il comando della Prima Brigata Indiana. Fu l'unico nativo americano a ricevere il rango di generale nella guerra di secessione. Watie si arrese il 23 giugno 1865, ultimo generale Confederato a deporre le armi.
Dopo la guerra Watie prestò servizio, quale membro della Delegazione dei Cherokee del Sud, durante la negoziazione del Trattato di Ricostruzione Cherokee del 1866. In seguito abbandonò la vita pubblica e tornò alla sua vecchia casa sullo Honey Creek. Morì il 9 settembre 1871.